# Lucy Hale
Karen Lucille Hale, detta Lucy (Memphis, 14 giugno 1989), è un'attrice e cantante statunitense.
È nota principalmente per aver interpretato Aria Montgomery nella serie televisiva Pretty Little Liars.

## Biografia
Nata a Memphis, Tennessee, è la figlia di Julie Caperton Knight, infermiera, e John Preston Hale, che scelsero il suo nome in onore della bisnonna. Ha una sorella maggiore, Maggie, e una sorellastra, Kirby.
Durante la sua infanzia, Lucy Hale ha studiato recitazione e canto. Nel 2003, ha partecipato al talent show American Juniors ed è diventata membro di un quintetto vocale composto dai cinque finalisti del programma. Successivamente, è apparsa in diverse serie televisive, tra cui Ned - Scuola di sopravvivenza, Drake & Josh, The O.C., Ruby & The Rockits, How I Met Your Mother, Private Practice e CSI: Miami. Nel film 4 amiche e un paio di jeans 2 (2008), ha interpretato la sorella minore di Lena, Effie.
Nel 2007 ha interpretato Becca Sommers, la sorella minore della protagonista Jaime, nella serie televisiva di fantascienza Bionic Woman, remake della celebre serie televisiva degli anni settanta La donna bionica, interpretata da Lindsay Wagner. La serie è stata cancellata dopo soli otto episodi a causa dei bassi ascolti.
Tra il 2007 e il 2008, l'attrice è apparsa in due episodi della serie I maghi di Waverly, trasmessa su Disney Channel, accanto a David Henrie e Selena Gomez. Nella serie interpretava Miranda, la fidanzata goth di Justin Russo (David Henrie). Tra il 2008 e il 2009 ha preso parte ai 18 episodi della prima stagione della sit-com Privileged, nel ruolo di Rose, una delle gemelle Baker, accanto a Joanna García, che interpretava la protagonista Megan Smith. Dopo la pausa della prima stagione, il network The CW ha deciso di sospendere la serie.
Nel 2009 ha recitato nel film Le ragazze del Campus (Sorority Wars). Nel dicembre dello stesso anno ha ottenuto il ruolo di Aria Montgomery nella serie televisiva Pretty Little Liars, basata sull'omonima serie di libri di Sara Shepard, che racconta la storia di quattro adolescenti la cui vita è costantemente minacciata da un anonimo ricattatore. La serie ha ottenuto un grande successo di pubblico ed è andata in onda per sette stagioni.
Nel 2011 ha interpretato la protagonista Katie Gibbs nel film A Cinderella Story: Once Upon a Song. Nel 2013 è stata scelta come conduttrice dei Teen Choice Awards, al fianco dell'attore Darren Criss.
Lucy Hale definisce la musica il suo "primo amore" e cita artisti come Shania Twain e Faith Hill tra le sue influenze, collocandosi principalmente nel genere country. Dopo aver pubblicato alcuni brani per la colonna sonora di A Cinderella Story: Once Upon a Song, nel 2012 ha firmato un contratto discografico con la Hollywood Records, con la quale ha pubblicato il proprio album di debutto, Road Between, il 3 giugno 2014. L'album è stato promosso dai singoli You Sound Good To Me, uscito il 7 gennaio 2014 con il videoclip diretto da  Philip Andelman: Lie a Little Better.
Nel 2018 è stata protagonista della serie televisiva del network The CW, Life Sentence, cancellata dopo la prima stagione. Nello stesso anno ha interpretato Olivia nel film horror Obbligo o verità (Truth or Dare) e Lily nel film Dude. Nel 2019 ha ottenuto il ruolo di protagonista nella serie televisiva Katy Keene, spin-off della serie televisiva Riverdale. Nel 2020 ha interpretato Melanie Cole nel film Fantasy Island, prequel in chiave horror della celebre serie televisiva degli anni settanta, Fantasilandia. Nel film è stata affiancata da Michael Peña nel ruolo di Mr. Roarke e Maggie Q in quello di Gwen olsen; la serie originale vedeva protagonisti Ricardo Montalbán (Mr. Roarke) e Hervé Villechaize (Tattoo). Lo stesso anno ha recitato anche nella commedia romantica Guida sexy per brave ragazze (A Nice Girl Like You).
Sempre nel 2020 ha collaborato anche con il gruppo country Rascal Flatts, registrando una cover del brano Let It Go di Idina Menzel, inclusa nella compilation We Love Disney. Nello stesso anno ha interpretato alcuni brani per la colonna sonora della serie televisiva Katy Keene, di cui era protagonista.

## Vita privata
Nel 2012, Lucy Hale ha rivelato di aver sofferto di un disturbo alimentare, che la portava a digiuni prolungati, nutrendosi solo di frutta. Ha dichiarato di essere però riuscita a superare questo problema.
Nel 2021, Lucy Hale ha avuto una breve relazione con l’attore Skeet Ulrich.

## Filmografia parziale

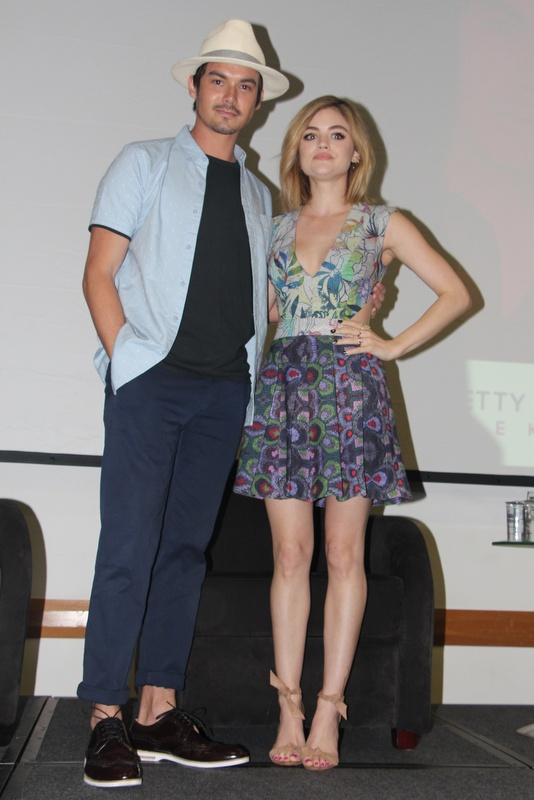
La Hale (a destra) con Tyler Blackburn nel 2016 a un incontro con i fan di Pretty Little Liars

### Attrice

#### Cinema
- 4 amiche e un paio di jeans 2 (The Sisterhood of the Traveling Pants 2), regia di Sanaa Hamri (2008)
- Scream 4, regia di Wes Craven (2011)
- A Cinderella Story: Once Upon a Song, regia di Damon Santostefano (2011)
- No Teen Should Go Unprotected - direct-to-video (2015)
- Waiting on Roxie, regia di Chad Peter - cortometraggio (2016)
- Obbligo o verità (Truth or Dare), regia di Jeff Wadlow (2018)
- Dude, regia di Olivia Milch (2018)
- The Unicorn, regia di Robert Schwartzman (2018)
- Fantasy Island, regia di Jeff Wadlow (2020)
- Guida sexy per brave ragazze (A Nice Girl Like You), regia di Chris Riedell e Nick Riedell (2020)
- Il colore della libertà (Son of the South), regia di Barry Alexander Brown (2021)
- Ti odio, anzi no ti amo (The Hating Game), regia di Peter Hutchings (2021)
- Borrego, regia di Jesse Harris (2022)
- Big Gold Brick, regia di Brian Petsos (2022)
- La misura della felicità (The Storied Life of A.J. Fikry), regia di Hans Canosa (2022)
- Gemini Lounge (Inside Man), regia di Danny A. Abeckaser (2023)
- Una famiglia di cuccioli (Puppy Love), regia di Nick Fabiano e Richard Alan Reid (2023)
- Which Brings Me to You - Storia di una confessione (Which Brings Me to You), regia di Peter Hutchings (2024)

#### Televisione
- Ned - Scuola di sopravvivenza (Ned's Declassified School Survival Guide) – serie TV, episodio 2x07 (2005)
- Secrets of a Small Town, regia di Adam Davidson - episodio pilota scartato (2005)
- Drake & Josh – serie TV, episodio 3x17 (2006)
- The O.C. – serie TV, episodio 3x24 (2006)
- Bionic Woman – serie TV, 8 episodi (2007)
- How I Met Your Mother – serie TV, episodi 2x12-9x19 (2007-2014)
- American Family, regia di John Fortenberry – episodio pilota scartato (2007)
- I maghi di Waverly (Wizards of Waverly Place) – serie TV, episodi 1x02 e 1x10 (2007-2008)
- The Apostles, regia di David McNally – episodio pilota scartato (2008)
- Privileged – serie TV, 18 episodi (2008-2009)
- Fear Island, regia di Michael Storey – film TV (2009)
- Ruby & The Rockits – serie TV, episodio 1x10 (2009)
- Le ragazze del Campus (Sorority Wars), regia di James Hayman – film TV (2009)
- Private Practice – serie TV, episodio 3x04 (2009)
- CSI: Miami – serie TV, episodio 8x12 (2010)
- Pretty Little Liars – serie TV, 160 episodi (2010-2017) – Aria Montgomery
- Baby Daddy – serie TV, episodio 3x04 (2014)
- Life Sentence – serie TV, 13 episodi (2018)
- Ryan Hansen Solves Crimes on Television – serie TV, episodio 2x05 (2019)
- Katy Keene – serie TV, 13 episodi (2020)
- Riverdale - serie TV, episodio 4x12 (2020)
- Ragdoll - serie TV, 6 episodi (2021)

#### Videoclip
- Foy Vance She Burns  (2016)
- Carly Pearce feat. Chris Stapleton We Don't Fight Anymore, regia di Alexa Campbell (2023)

### Doppiatrice
- Trilli e il segreto delle ali (Secret of the Wings), regia di Bobs Gannaway e Peggy Holmes (2012)
- Tappo - Cucciolo in un mare di guai (Trouble), regia di Kevin Johnson (2019)

### Produttrice
- No Teen Should Go Unprotected - direct-to-video (2015)
- Waiting on Roxie, regia di Chad Peter - cortometraggio (2016)
- Ti odio, anzi no ti amo (The Hating Game), regia di Peter Hutchings (2021)
- Borrego, regia di Jesse Harris (2022)
- La misura della felicità (The Storied Life of A.J. Fikry), regia di Hans Canosa (2022)
- Gemini Lounge (Inside Man), regia di Danny A. Abeckaser (2023)

## Discografia

### Album
- 2014 – Road Between

### Colonne sonore
- 2011 –  Once Upon a Song
- 2020 – Katy Keene Special Episode – Kiss of the Spider Woman the Musical
- 2020 – Katy Keen Season 1 (Original Television Soundtrack)

### Singoli
- 2013 – Introducing Lucy Hale
- 2014 – You Sound Good to Me
- 2014 – Lie a Little Better
- 2014 – Mistletoe
- 2015 – Let It Go (con i Rascal Flatts)
- 2017 – You're Here

## Riconoscimenti
- Capricho Awards

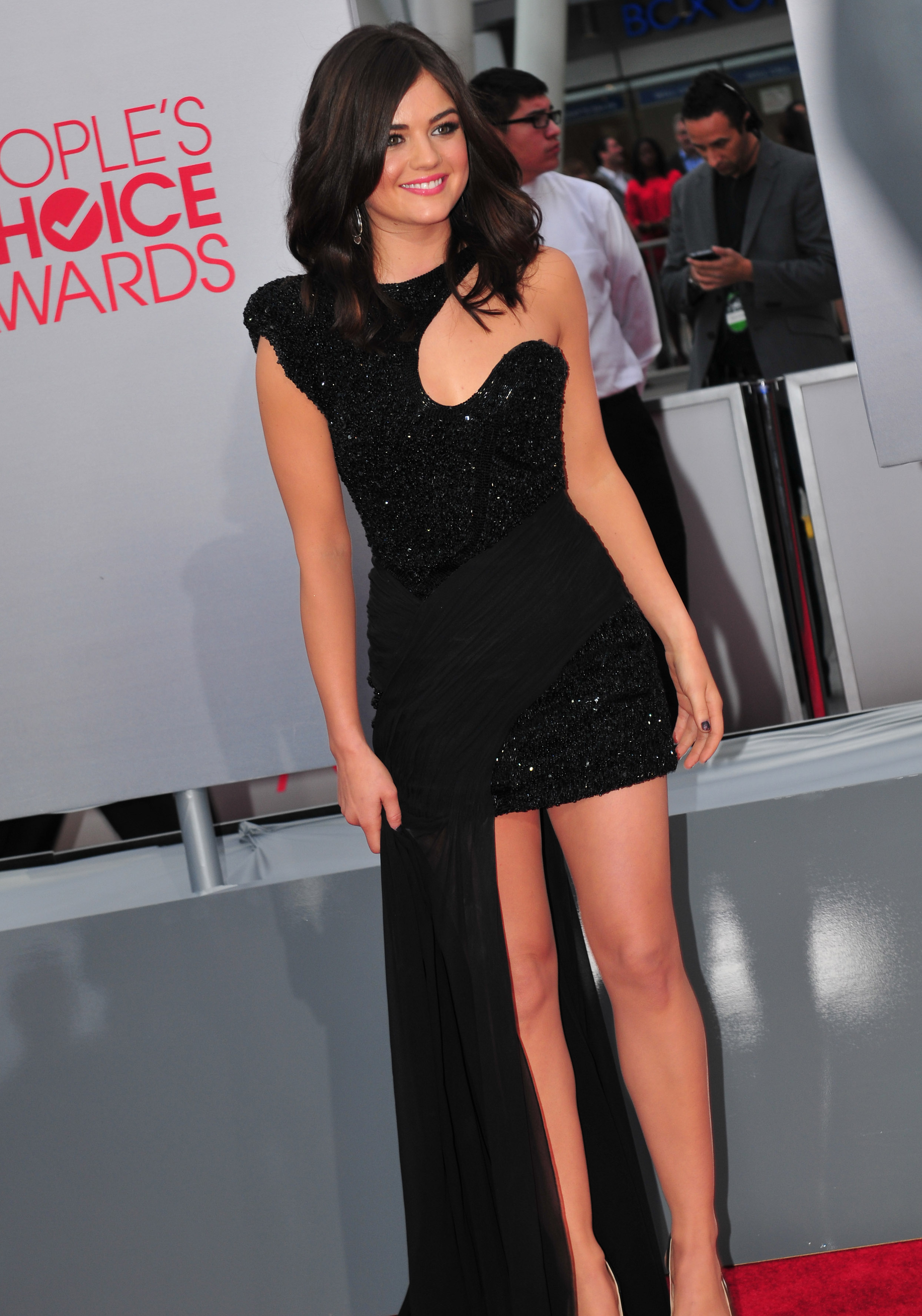
La Hale ai People's Choice Awards 2012

  - 2011 – Candidatura come miglior attrice internazionale per Pretty Little Liars

- Gracie Allen Awards
  - 2013 – Prestazione eccezionale da una femminile stella nascente per Pretty Little Liars[16]

- People's Choice Awards
  - 2014 – Miglior attrice televisiva via cavo per Pretty Little Liars[17]
  - 2015 – Candidatura come miglior attrice televisiva via cavo per Pretty Little Liars
  - 2015 - Candidatura come miglior artista country femminile
  - 2016 – Candidatura come miglior attrice televisiva via cavo per Pretty Little Liars[18]
  - 2017 – Candidatura come miglior attrice televisiva via cavo per Pretty Little Liars

- Teen Choice Awards
  - 2010 – Miglior attrice televisiva dell'estate per Pretty Little Liars[19]
  - 2011 – Miglior attrice televisiva dell'estate per Pretty Little Liars[20]
  - 2012 – Miglior attrice televisiva drammatica per Pretty Little Liars[21]
  - 2013 – Miglior attrice televisiva dell'estate per Pretty Little Liars[17]
  - 2014 – Miglior attrice televisiva drammatica per Pretty Little Liars
  - 2015 – Miglior attrice televisiva drammatica per Pretty Little Liars[22]
  - 2016 – Candidatura come miglior attrice televisiva dell'estate per Pretty Little Liars[23]
  - 2017 – Miglior attrice televisiva drammatica per Pretty Little Liars[24]

- Young Hollywood Awards
  - 2011 – Cast da guardare per Pretty Little Liars (condiviso con Ashley Benson, Troian Bellisario e Shay Mitchell)[25]

## Doppiatrici italiane
Nelle versioni in italiano delle opere in cui ha recitato, Lucy Hale è stata doppiata da:
- Letizia Ciampa ne I maghi di Waverly, Privileged, Private Practice, Le ragazze del campus, Pretty Little Liars, A Cinderella Story: Once Upon a Song, Obbligo o verità, Dude, Life Sentence, Riverdale, Katy Keene, Guida sexy per brave ragazze, Il colore della libertà, Una famiglia di cuccioli
- Veronica Puccio in 4 amiche e un paio di jeans 2, Fantasy Island
- Valentina Favazza in Scream 4
- Benedetta Ponticelli in Ti odio, anzi no ti amo
- Alessia Amendola in Bionic Woman
- Tosawi Piovani in How I Met Your Mother
- Letizia Scifoni in CSI: Miami
- Virginia Brunetti in Baby Daddy
- Eva Padoan in The O.C. (ep. 3x24)
- Federica Simonelli in Gemini Lounge
- Jessica Bologna in Which Brings Me to You - Storia di una confessione

Da doppiatrice è stata sostituita da:
- Letizia Ciampa in Trilli e il segreto delle ali
- Annalisa Usai in Tappo - Cucciolo in un mare di guai